# Нормальна флора
Тіло людини містить велику кількість мікроорганізмів, переважно бактерій, більшість з яких корисні або навіть необхідні для виживання людини. Ті мікроорганізми, які звичайно присутні, та при нормальних обставинах не спричинюють хворобу, називаються «нормальною флорою».
За оцінками, в тілі людини живуть від 500 до 1000 різних видів бактерій (Sears, 2005). Бактеріальні клітини набагато менші, ніж клітини людини, тому в організмі міститься приблизно в 10 разів більше бактерій, ніж людських клітин (1000 трильйонів, 1015, проти 100 трильйонів, 1014, Sears, 2005). Хоча нормальна флора знаходиться на всіх поверхнях, відкритих до оточення, (на шкірі, очах, в роті, носі, тонкій кишці), переважна більшість бактерій живуть у товсій кишці.
Бактерії, які мешкають у травному тракті, колективно називаються флорою кишки. Ці бактерії (та деякі інші мікроорганізми, наприклад, дріжджі) можуть розчиняти певні поживні речовини, такі як вуглеводи, які людина інакше не могла би засвоїти. Більшість цих бактерій — коменсали, які мають анаеробний метаболізм, тобто вони можуть вижити тільки в оточенні без кисню.
Деякі з бактерій нормальної флори можуть служити опортуністичними патогенами, якщо імунітет ослаблений.
Escherichia coli — найвідоміша бактерія, яка живе переважно в прямій кишці, це дуже добре вивчений модельний організм, і ймовірно є найкраще вивченим мікроорганізмом із всіх. Хоча ця бактерія непатогенна, деякі її штами можуть спричинити хворобу, найчастіше це штам Escherichia coli O157:H7.
Ряд видів бактерій, наприклад Actinomyces viscosus та A. naeslundii, живуть в роті і утворюють липку субстанцію, зубний наліт, вид біофільму. Якщо цей наліт не зчищати, він може поступово затвердіти та перетворитися на зубний камінь. Ті ж бактерії виділяють кислоти, які розчиняють зубну емаль, спричинюючи карієс.
Вагінальна міклофлора складаються здебільшого з різних видів роду Lactobacillus. Раніше вважалося, що головний з них — Lactobacillus acidophilus, але пізніше було показано, що найзагальнішим є L. iners, за ним — L. crispatus. Інші представники Lactobacillus, знайдені у вагіні — L. delbruekii і L. gasseri. Різка зміна вагінальної флори може приводити до бактеріального вагінозу.